# ブラック メリーポピンズ
『ブラック メリーポピンズ』(BLACK MARY POPPINS)は2012年に韓国で初めて上演されたオリジナルミュージカル。1920年代のドイツを舞台とした心理スリラー作品。脚本・演出・音楽の全てをソ・ユンミが担当している。小劇場公演でありながら2012年の韓国の公演ランキングトップ10に入る人気公演となった。
2014年に日本で初めて上演され、「2014年ミュージカル・ベスト10」第9位を獲得。美術担当の二村周作が第22回読売演劇大賞最優秀スタッフ賞を受賞した。

## あらすじ
1920年代初頭ドイツ、著名な心理学者グラチェン・シュワルツ博士の豪邸で火事が起こった。全身に火傷を負いながらも家庭教師メリー・シュミットは猛火の中から博士の4人の養子達を救い出す。しかし翌日メリーは失踪してしまう。子供たちは悲惨な出来事にその記憶をなくしてしまう。
それから12年たち、それぞれ違う家庭で新しい人を送っていた4人は事件の真相を求め集まることになる。
そしてわかったのは無敵の戦士を作るために、博士とメリーは子供達を虐待し傷を負わせ、それを記憶操作で忘れさせ、トラウマの克服をさせる実験を続けていた。
メリーは耐えられなくなり屋敷から逃げ出す。その日、博士は男の子たちの目の前でアンナに性的暴行をくわえる。怒りと絶望のなかアンナは気を失い、男の子3人は父に手をかけ殺してしまう。
そこにメリーが戻ってくる。実はメリー自身も実父からの性的虐待を受けそのトラウマを克服するために記憶の操作の研究をしていた。状況を把握しすべてを理解したメリーに子供たちは頼む。この記憶を消してくれと。メリーは子供達に薬を飲ませ催眠をかける。そして屋敷に火をつけた。
それらすべてを思い出した４人は、全ての罪をかぶりひっそり生きてきたメリーを見つけだした。メリーはもう一度皆の記憶を消すことを提案するが、みんなそれを拒否する。4人は今度こそ自分の記憶と向き合いながら生きていく。そしてメリーも一緒に。

## スタッフ・キャスト
スタッフ
- 脚本・作詞・音楽：ソ・ユンミ

## 日本版

### スタッフ（日本版）
- 演出：鈴木裕美[5][6]
- 上演台本：田村孝裕
- 訳詞：高橋亜子

### キャスト（日本版）
登場人物・キャストは、2014年版（初演）をベースに記載。
|          | 2014年   | 2016年   |
| -------- | -------- | -------- |
| 公演回数 | 19回     | 24回     |
| アンナ   | 音月桂   | 中川翔子 |
| ハンス   | 小西遼生 | 小西遼生 |
| ヨナス   | 良知真次 | 良知真次 |
| ヘルマン | 上山竜司 | 上山竜司 |
| メリー   | 一路真輝 | 一路真輝 |

### 公演日程
2014年
- 7月5日 - 7月20日、世田谷パブリックシアター

2016年
- 5月14日 - 5月29日、世田谷パブリックシアター
- 6月3日 - 5日、兵庫県立芸術文化センター 阪急 中ホール
- 6月9日、福岡市民会館
- 6月17日、愛知県芸術劇場大ホール

### DVD
- ミュージカル『ブラック メリーポピンズ』（2015年1月21日）